# Agustí Sans
Agustí Sans Valls (Mahón, Menorca, 27 de febrero de 1995) es un baloncestista español que juega en el Real Valladolid Baloncesto de la Primera FEB en España. Con una altura de 194 cm su posición en la cancha es la de base.

## Trayectoria
Agustí Sans Valls es un base menorquín de 1,94 metros de altura, formado en la cantera del Joventut de Badalona, club en el que se erigió como una de sus más firmes promesas tras ser el MVP de una Minicopa y debutar con el primer equipo en ACB con apenas 18 años. Sans, que debutó con el primer equipo el 20 de octubre de 2013 contra el FC Barcelona.
Durante tres temporadas jugó en el vinculado en el CB Prat, una en LEB Plata y dos en LEB Oro, sumando además alguna aparición esporádica en la Liga Endesa con el Joventut. En el cuadro pratense acreditó un promedio de 7.8 puntos, 2 rebotes y 1.3 asistencias en la pasada temporada, jugando muchos minutos de escolta al compartir pista con Xavi Forcada. 
El jugador es internacional por España en todas las categorías inferiores y en 2016, tras encontrarse sin equipo, estaba entrenándose desde finales de septiembre con el Tecnyconta Zaragoza.
En octubre de 2016 firma con el Força Lleida Club Esportiu. Sans disputó 9 partidos con el conjunto ilerdense y promedió 4,3 puntos, 2 rebotes y 3 de valoración en casi dieciocho minutos de media, hasta que el club no decidió renovar su contrato.
En diciembre de 2016 firma con el Oviedo Club Baloncesto para cubrir la baja de Fabio Santana. Se da la circunstancia de que el jugador menorquín, en la misma jornada de la Liga LEB, juega en dos equipos distintos (Força Lleida Club Esportiu y Oviedo Club Baloncesto).
En julio de 2017 firma con el CB Peñas Huesca, donde jugaría durante dos temporadas, la segunda como capitán del equipo.
En verano de 2019, firma por el Força Lleida Club Esportiu de la Liga LEB Oro, donde jugaría durante dos temporadas.
El 24 de septiembre de 2021, firma por el Grupo Alega Cantabria de la Liga Española de Baloncesto Plata en España.
El 26 de junio de 2024 se convirtió en el primer fichaje del Real Valladolid Baloncesto para la temporada 2024-25 en Primera FEB.

## Palmarés
- 2017. Oviedo. Copa Princesa. Campeón
- 2021. Grupo Alega Cantabria CBT. Liga LEB Plata. Campeón. Ascenso a LEB Oro.